# Rosalind Ivan

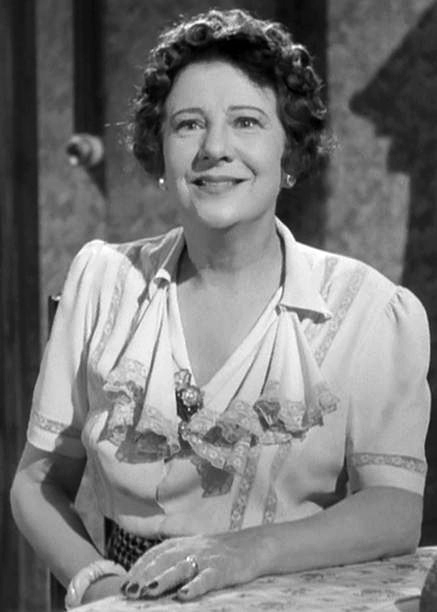
Rosalind Ivan.

Rosalind Ivan, född 27 november 1880 i London, England, död 6 april 1959 i New York, var en brittisk skådespelare. Ivan var främst aktiv som scenskådespelare på teatrar i London och på Broadway, men hon medverkade även i en handfull Hollywood-filmer.

## Filmografi, urval
- 1944 – Misstänkt
- 1945 – Nya skördar
- 1945 – Kvinna i rött
- 1946 – 3 främlingar
- 1946 – Svarta handsken
- 1947 – En skugga faller
- 1948 – Våld i mörker